# 峰峰矿区
峰峰矿区位于中国河北省邯郸市，西依太行山脉，东临冀南平原，北有洺水涓涓，南系漳河东渐，城中心有滏阳河穿过，是南北经济交流中转要地和区域性经济的腹心，是该市的一个距离主城区较远的行政区，经济以采矿业为主，陶瓷业和电力业发展迅速。區人民政府駐临水镇。

## 历史
峰峰矿区始建于1950年，1952年归河北省直属领导，1954年改为省辖峰峰市，1956年与邯郸市合并，后改为峰峰矿区至今，是邯郸市不在主城区内的市辖区。

## 人口
根据第七次人口普查数据，截至2020年11月1日零时，峰峰矿区常住人口为429245人。
2009年普查人口数89.75万人。

## 行政区划
峰峰矿区下辖1个街道办事处、9个镇：
滏阳东路街道、临水镇、峰峰镇、新坡镇、大社镇、和村镇、义井镇、彭城镇、界城镇、大峪镇和西固义乡。

## 旅游
- 无梁阁
- 北宋抗金古地道
- 宋代磁州窑遗址
- 响堂山风景区
- 响堂山石窟
- 元宝山风景区